# 穆罕默德·纳齐姆
穆罕默德·纳齐姆（土耳其語：Mehmed Nâzım，1870年—1926年8月26日），是奥斯曼帝国时期的医学博士、政治家和革命家。纳齐姆是联合进步委员会的创始成员之一，三帕夏掌权后他亦参与了亚美尼亚和希腊屠杀事件，其后于1918年担任教育大臣。土耳其共和国建立后他因为被指控曾涉嫌暗杀凯末尔总统而遭到逮捕，并在1926年8月同卡维德贝伊、耶尼巴赫切利·奈尔贝伊等人被绞决。